# Papilio benguetanus
Papilio benguetanus là một loài bướm thuộc họ Papilionidae. Nó là loài đặc hữu của Philippines.